# 意大利广场 (巴黎)

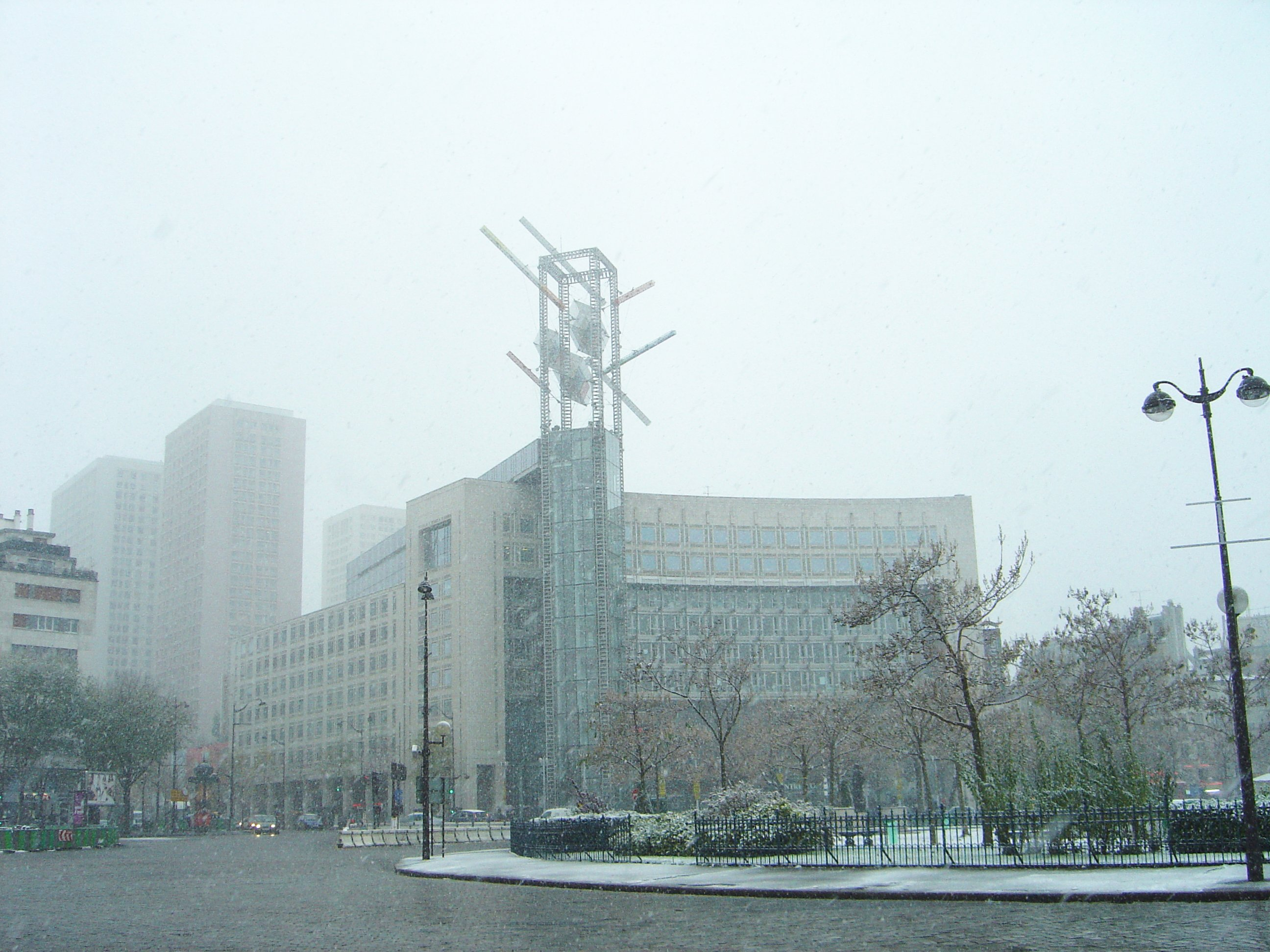
意大利广场

意大利广场（Place d'Italie）是法国巴黎的一个广场，位于巴黎十三区。直径200米，面积30,000 m²，巴黎地鐵義大利廣場站位於該廣場下方。意大利大街、樊尚·奧里奧爾大道、医院大道、奥古斯特-布朗基大道、高伯兰大街、羅莎莉修女大街、舒瓦西大街、波比奧路等多条道路交汇于此。 